# Batalha de Breitenfeld

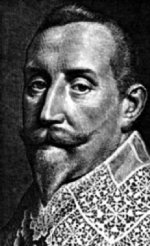
Gustavo II Adolfo

O rei sueco Gustavo II Adolfo desembarcou no norte da Alemanha, em junho de 1630 e logo conquistou a Pomerânia. Ele viera disposto a auxiliar os protestantes alemães em sua luta contra o imperador Habsburgo, no contexto da Guerra dos Trinta Anos (1618/1648). Entretanto, postado em Werben, não pôde impedir a destruição da cidade protestante de Magdeburgo (1631), pelos imperiais, comandados por Tilly. Estes, em setembro, invadiram a Saxônia e ocuparam Leipzig. Os suecos, agora apoiados pelo eleitor da Saxônia (João George I), resolveram finalmente enfrentar o exército imperial.

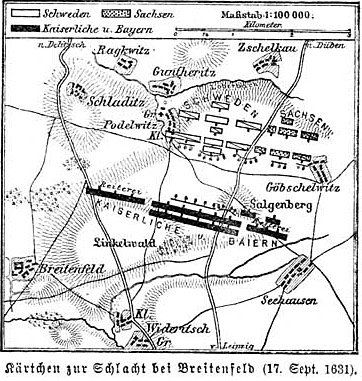
As posições antes da batalha.

Tilly, no dia 17, seguiu para Breitenfeld, alguns quilômetros ao norte de Leipzig. A batalha ocorreu no dia 7 de setembro de 1631.
O terreno era plano e sem obstáculos, perfeito para o emprego da pesada e rígida infantaria imperial. No flanco esquerdo postou-se a cavalaria de Pappenheim e, à esquerda, aquela de Fürstenberg.
O exército combinado protestante (26 mil suecos e 16 mil saxões) aproximou-se para a batalha, os saxões à esquerda. A infantaria sueca ocupou o centro. A direita, comandada por Johan Baner, era composta por seis regimentos de cavalaria apoiados por destacamentos de infantes. Atrás destes regimentos, outros forneciam apoio e formavam uma segunda linha. À esquerda do dispositivo sueco, o general Horn comandava outros regimentos de cavalaria postados em duas linhas. A artilharia, comandada por Lennard Torstensson, estava concentrada no centro e era mais numerosa do que a do adversário.
Às duas horas da tarde o temerário general católico Gottfried zu Pappenheim, por conta própria, lançou sua cavalaria contra Baner, sendo repelido sete vezes. Furstenberg, por sua vez, lançou-se contra os saxônicos que, despreparados, não resistiram muito tempo e debandaram.
A saída dos saxônicos animou Tilly. Lançando sua força para a direita, pretendeu pegar os suecos pelo flanco. Mas as brigadas de Gustavo Adolfo eram mais ágeis do que os pesados terços imperiais e conseguiram estender a frente do exército, barrando a manobra imperial.
Foi então que Gustavo II Adolfo percebeu a oportunidade de lançar sobre o adversário o golpe decisivo. Com as reservas que conseguiu reunir, atacou pessoalmente o novo flanco esquerdo de Tilly, onde ainda repousava a artilharia imperial. Com este lance ousado conseguiram os suecos bombardear o inimigo, de enfiada, com seus próprios canhões. Às tropas de Tilly só restou uma luta desesperada, para impedir a completa destruição.